# Pernik
Pernik (bułg. Перник; w latach 1942–1962 nazwa Dimitrowo) – miasto w zachodniej Bułgarii, administracyjny ośrodek obwodu Pernik, siedziba gminy Pernik.
Miasto leży nad Strumą, 30 km na południowy zachód od Sofii, jest w nim stacja kolejowa Pernik. Węzeł kolejowy i drogowy.

## Przemysł
Ośrodek Pernickiego Zagłębia Węglowego, liczne kopalnie węgla brunatnego (80% wydobycia krajowego), huta żelaza i stali (wielki kombinat hutniczy), dominuje przemysł maszynowy (m.in. maszyny górnicze), metalowy, szklarski, mineralny, gumowy i spożywczy. Wielka elektrownia cieplna (opalana węglem brunatnym).

## Miasta partnerskie
- Ovar, Portugalia
- Magdeburg, Niemcy
- Lozanna, Szwajcaria
- Skopje, Macedonia Północna
- Lublin, Polska
- Caen, Francja
- Cardiff, Wielka Brytania
- Mediolan, Włochy
- Obrenovac, Serbia
- Lublana, Słowenia
- Split, Chorwacja
- Tuzla, Bośnia i Hercegowina
- Heraklion, Grecja
- Pardubice, Czechy
- Graz, Austria
- Aarhus, Dania
- Ługańsk, Ukraina
- Elektrostal, Rosja